# 伊比利亚半岛地中海盆地的石壁画艺术
伊比利亚半岛地中海盆地的石壁画艺术是在伊比利亚半岛东部地中海盆地地区发现的史前时代石壁画艺术群总称。它们分布在西班牙王国阿拉贡、加泰罗尼亚、瓦伦西亚、穆尔西亚、安达卢西亚以及卡斯蒂利亚-拉曼恰等6个自治区内，几乎包括整个伊比利亚半岛东部。1998年，这片石壁画艺术群被联合国教科文组织认定为世界文化遗产。
地中海盆地的石壁画艺术是西班牙继阿尔塔米拉洞之后第2批登录世界文化遗产的史前石壁画艺术遗产。它被广泛认为是欧洲地区分布范围最广的史前石壁画艺术群。

## 名称
该世界遗产的其他译名包括“伊比利半島地中海盆地岩畫藝術”等。一些西方学者也将这片文化遗迹称作黎凡特艺术（英語：Levantine art）。这里的“黎凡特”是指西班牙的东部地区，而并非指地中海东部黎凡特地区。

## 发现
首批岩画于1903年在特鲁埃尔省被人们发现。西班牙史前历史学家胡安·卡夫雷是最早研究这些壁画的学者。他将其完成年代推定为旧石器时代，然而却遭到不少学者的质疑，原因是在这批壁画中没有发现末次冰期动物群。后来的考古学者安东尼奥·贝尔特兰·马丁内斯等人将史前人类开始创作壁画的时代定为旧石器时代晚期或中石器时代，创作的全盛期在新石器时代。然而关于确切的最早创作时间，学术界仍然没有定论。
同时，一些史前壁画上，如莱里达省的埃尔科古尔的岩洞，有后人留下的伊比利亚语和拉丁语铭文。

## 特征
地中海盆地石壁画艺术群广泛分布于西班牙东部地区，时间跨度也超过数千年。这些壁画生动形象地记录了人类文明长期演变的过程。
创作这些壁画的史前人类可能使用羽毛作画，其创作手法与旧石器时代同期的壁画艺术作品相比更加复杂。这些壁画中，有一些是在主体部分完成之后，后人添加的轮廓。这些壁画相对较小，高度约在2.5至20.3厘米之间，通常有一种或两种颜色。其颜料很薄，可能是使用红色矿物土或木炭所作。这些颜色因常年雨水而形成的透明保护膜得以保存下来。
出现在壁画上弓可以将比画的创作时间追溯至新石器时代。
这些洞穴壁画大多数位于地势陡峭的山谷和沟壑中，这也许是原始人类伏击和狩猎动物的理想地点。

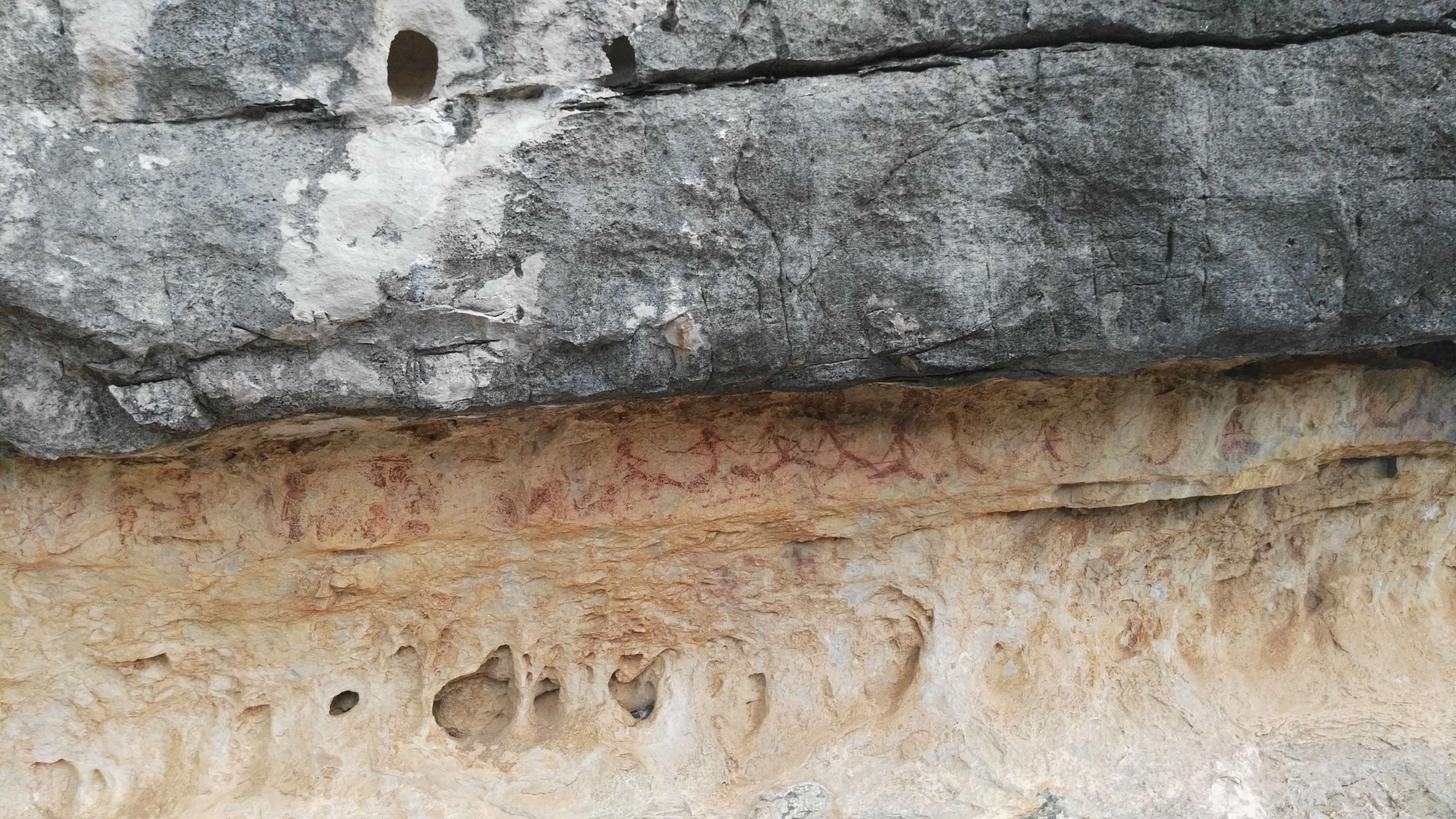
小人，位于塔拉戈纳省的马斯德瓦尔韦兰斯
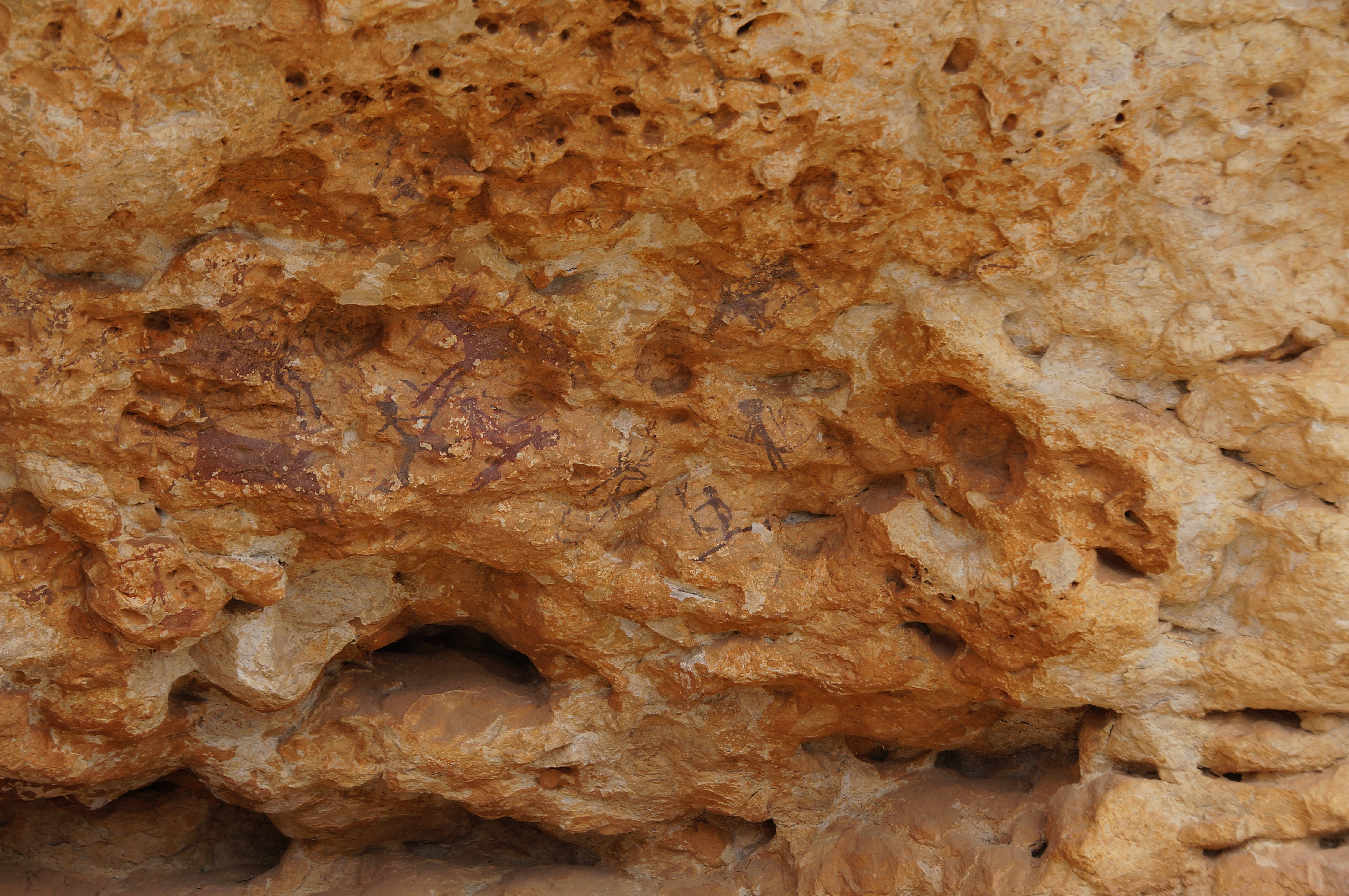
狩猎，位于塔拉戈纳省的乌利德科纳
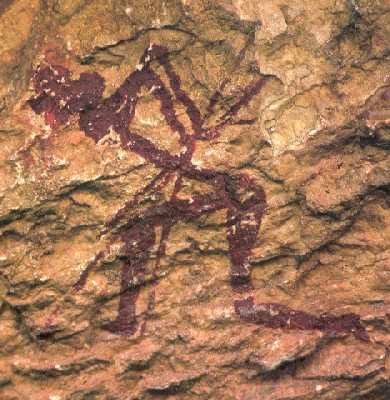
Valltorta，位于卡斯特利翁省的蒂里格和阿尔沃卡塞尔附近
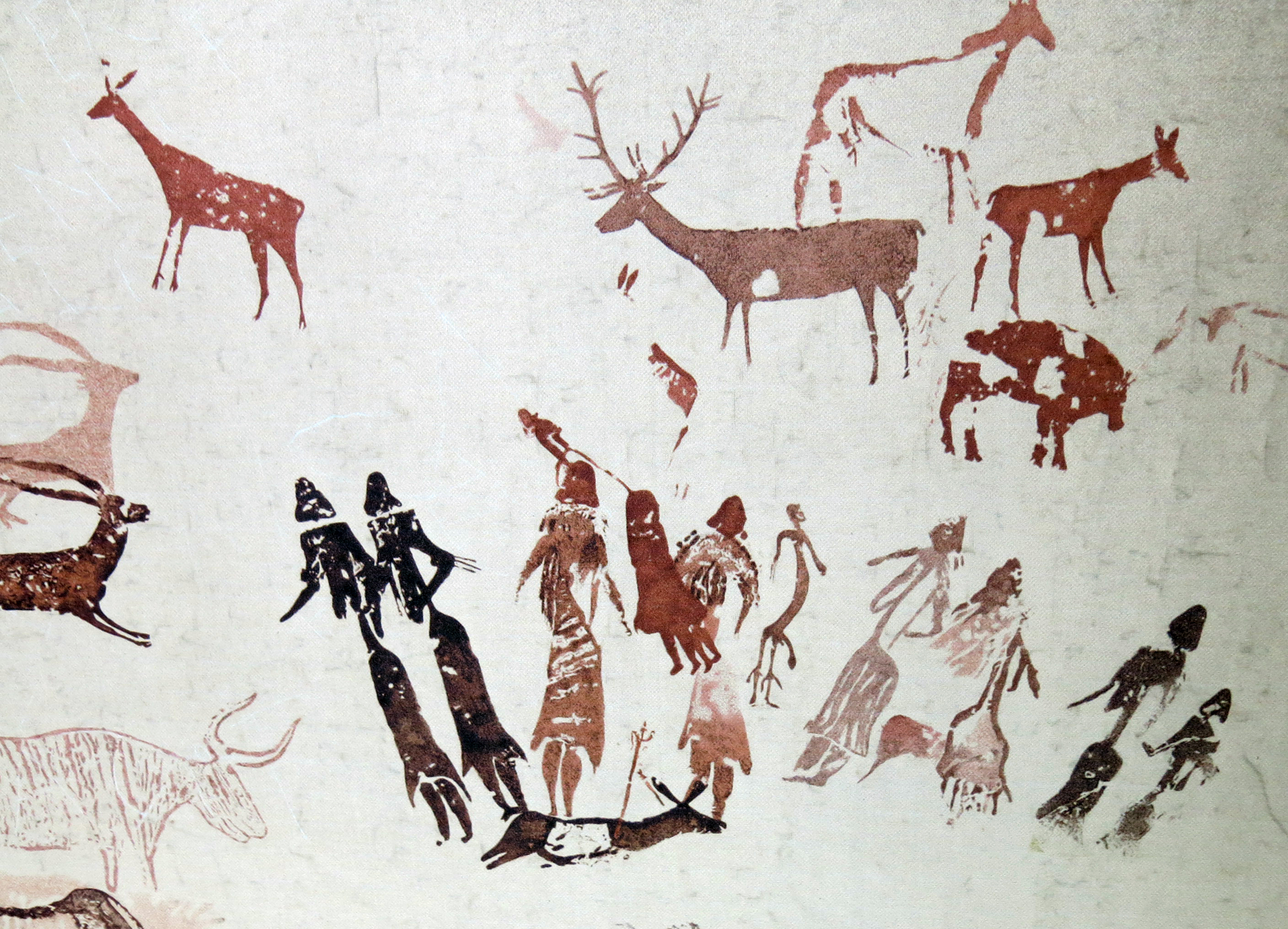
舞者（复原图），位于莱里达省的埃尔科古尔
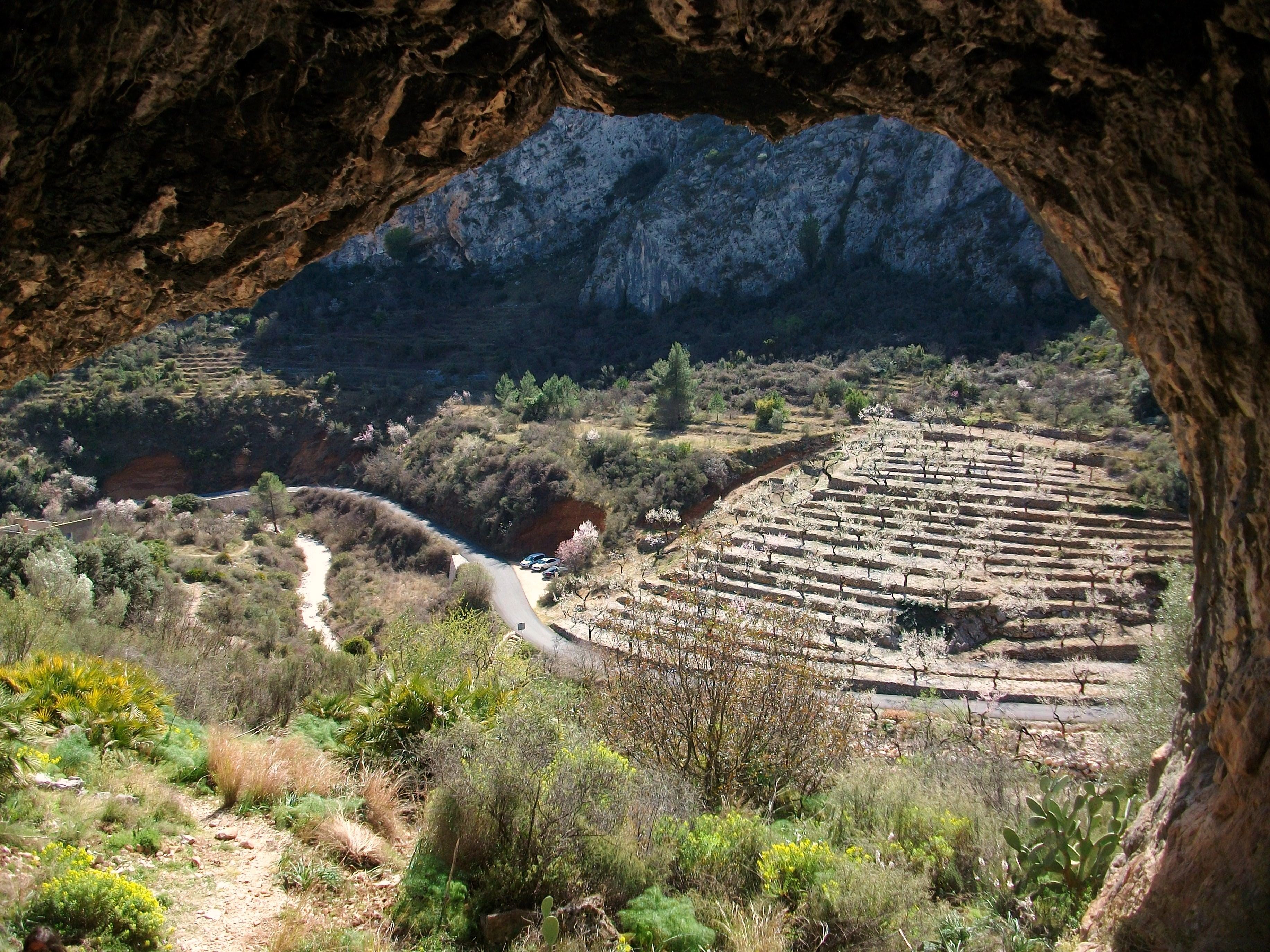
从岩洞向外远望
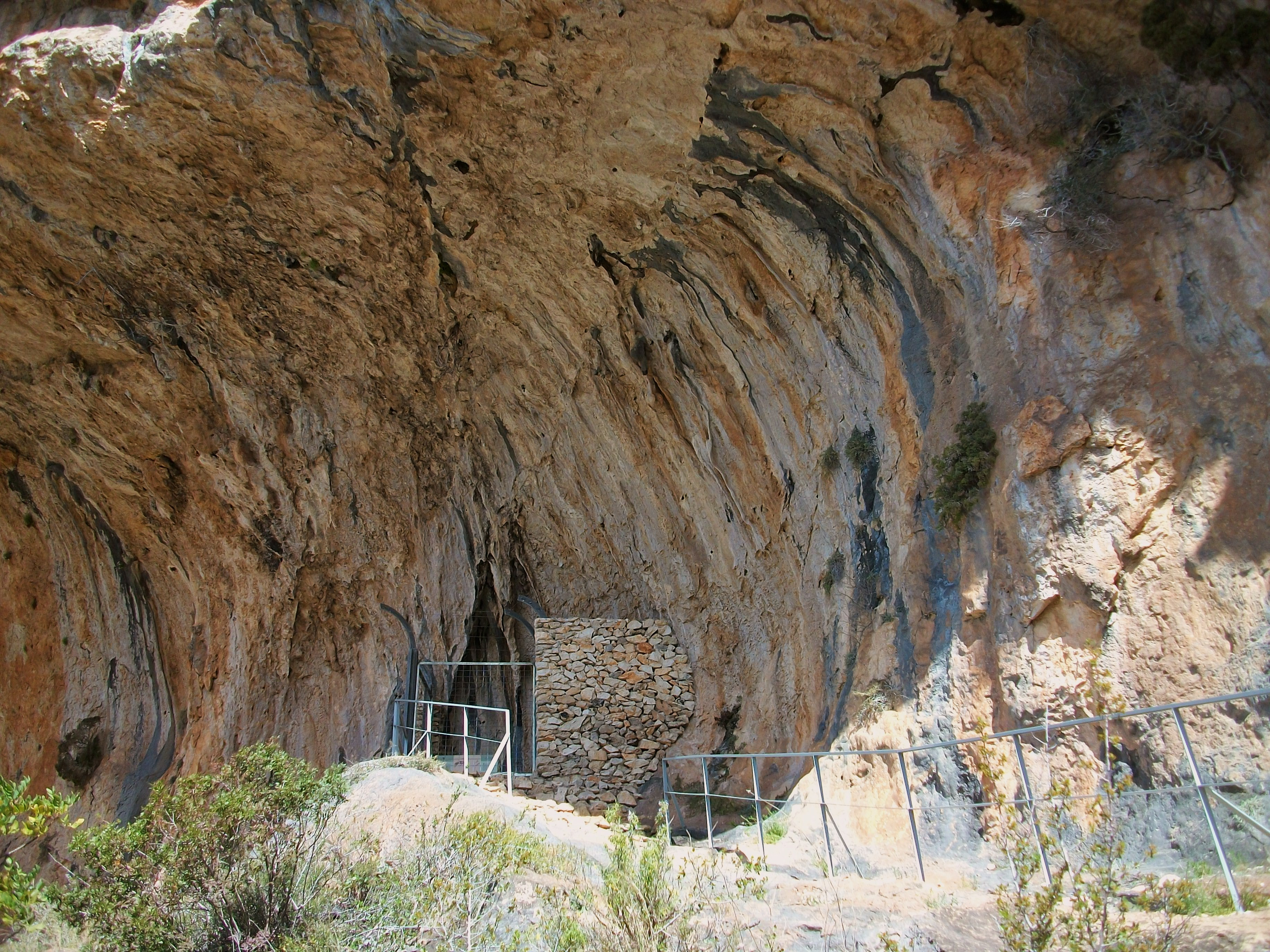
壁画全体

## 被保护的遗迹列表

收集蜂蜜的男子，位于比科尔普

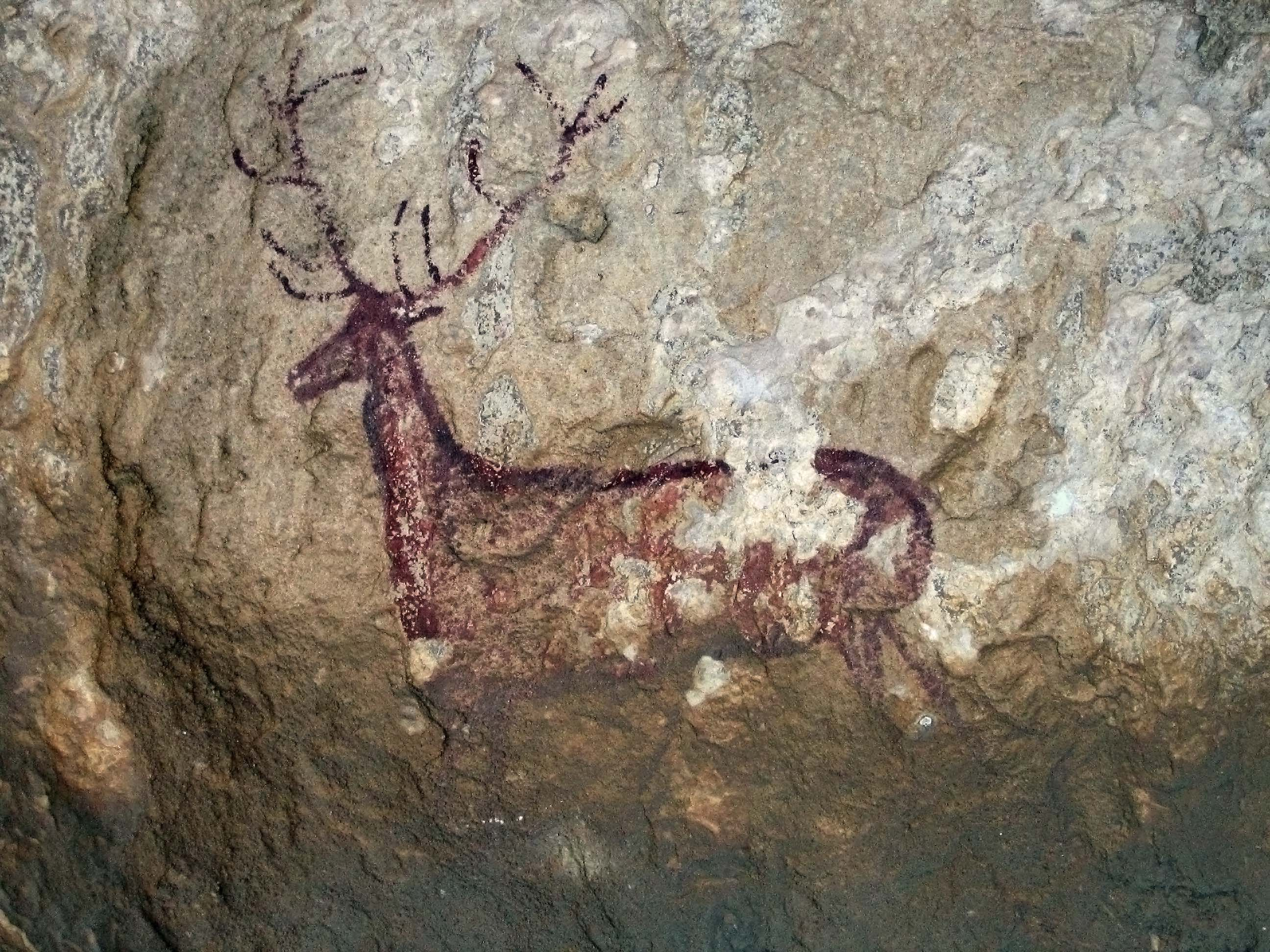
鹿岩画，位于韋斯卡省瓜拉山脉阿尔克萨尔镇

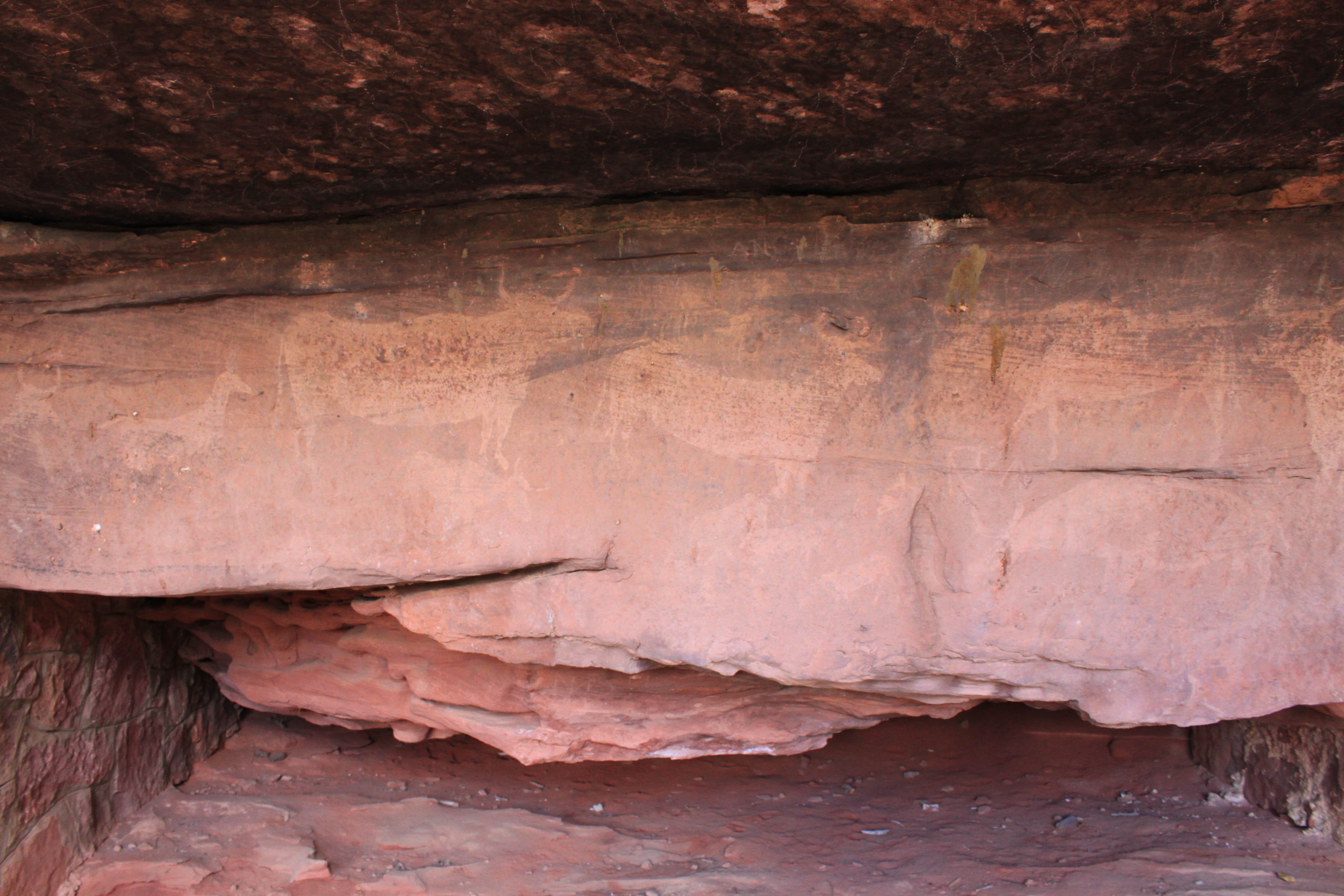
牛岩画，位于特魯埃爾省的阿尔瓦拉辛

截至2015年，联合国教科文组织共认定758处受保护的石壁画艺术群。它们遍布西班牙6个自治区的16个省份。
- 巴倫西亞自治區: 301处.
  - 阿利坎特省: 130处.
  - 卡斯特利翁省: 102处.
  - 巴倫西亞省: 69处.
- 阿拉贡自治区: 163处.
  - 特魯埃爾省: 67处.
  - 韋斯卡省: 78处.
  - 薩拉戈薩省: 18处.
- 卡斯蒂利亚-拉曼恰自治区: 93处.
  - 阿爾瓦塞特省: 79处.
  - 昆卡省: 12处.
  - 瓜達拉哈拉省: 2处.
- 穆尔西亚单省自治区: 72处.[13]
- 安達盧西亞自治区: 69处.
  - 哈恩省: 42处.
  - 阿爾梅里亞省: 25处.
  - 格拉納達省: 2处.
- 加泰罗尼亚自治区: 60处.
  - 塔拉戈纳省: 39处.
  - 莱里达省: 16处.
  - 巴塞罗那省: 5处.

## 扩展阅读
- Anna Alonso Tejada, Alexandre Grimal: Las pinturas rupestres de la Cueva de la Vieja, Town council of Alpera, 1990 (ISBN 84-86919-20-7).（西班牙文）
- Anna Alonso Tejada, Alexandre Grimal: Introducción al arte levantino a través de una estación singular: la Cueva de la Vieja (Alpera, Albacete), Cultural Association Malecon Alpera, 1999 (ISBN 84-605-9066-6).（西班牙文）
- Anna Alonso Tejada, Alexandre Grimal: L'Art Rupestre del Cogul. Primeres Imatges Humanes a Catalunya, Pagès Editors, LLeida, 2007 (ISBN 978-84-9779-593-7).（西班牙文）
- Manuel Bendala Galán: La antigüedad: de la prehistoria a los visigodos, Silex, 1997 (ISBN 84-7737-021-4).（西班牙文）